# Alexandria (Louisiane)
Pour les articles homonymes, voir Alexandrie (homonymie).
Alexandria (en français louisianais : Alexandrie) est une ville de l'État américain de la Louisiane, située dans la paroisse des Rapides, dont elle est le siège. Selon le recensement de 2000, sa population est de 46 342 habitants. Elle se trouve sur la rive de la rivière Rouge du Sud, près du centre géographique de l'État.

## Histoire

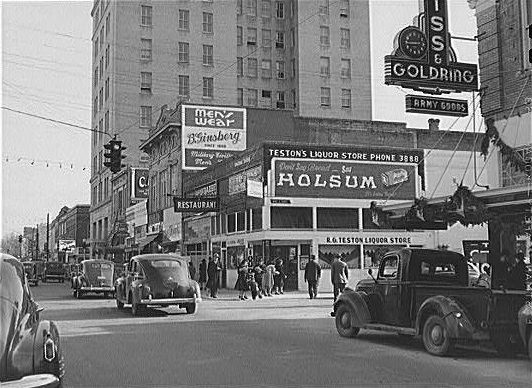
Le centre d’Alexandria en 1954.

La ville d'Alexandria se situe dans l'État de Louisiane, sur la rive de la rivière rouge, Red River. Les Espagnols ouvrirent un poste, Alexandria, le long de la rivière rouge et choisirent cette place car elle se situait au centre de la Louisiane et dans une plaine de forêts de pins. La première communauté européenne était des commerçants et des marchands, ils ont vécu et travaillé sur les terres agricoles qui bordent la rivière Rouge, les premières voies d'accès venaient du sud vers le poste de’El Camino Real et, au nord, vers le poste de Natchitoches.
En 1785, l'homme d'affaires Alexandre Fulton, un commerçant de Pennsylvanie, a acheté des concessions de terre à l'Espagne, une zone qui regroupait les postes de Choctaw, Tensas, Appalachee et d'Alexandria. Alexandre Fulton et un autre commerçant, William Miller, ont ouvert un commerce, ils importaient des cargaisons de marchandises et ont érigé le premier magasin à Rapides Parish, en Louisiane, au bord du fleuve proche du poste d'Alexandria, et ont reçu les droits exclusifs pour commercer avec les Indiens. Ils ont été autorisés à accorder aux Indiens des crédits libéraux, et comme les Indiens ne pouvaient pas régler leurs factures avec l'échange de fourrures, ils ont signé la vente de leurs terres afin d'annuler les dettes. Fulton et Miller ont acquis des milliers d'acres qu'ils revendaient à des gens qui affluaient vers des terres riches de l'ouest.
À partir de 1805, la colonie s'est rapidement développée. En raison de son emplacement au centre de la Louisiane, Alexandria est devenue un centre de transport, de commerce et d'agriculture. En 1805, Alexander Fulton est nommé médecin légiste par le gouverneur de l'État William C. C. Claiborne. Alexandria est considérée comme une ville en 1819 et reçoit la charte de ville en 1832. L'énoncé de la ville d'Alexandria est nommé probablement par Alexandre Fulton lui-même[pas clair].,

## Géographie et climat
Alexandria se situe sur une plaine au centre d'une grandes forêts de pin, et entouré de marais. Dans le voisinage immédiat de la ville, le coton, les légumes, le sucre et l'alfalfa sont cultivés. Le climat est subtropical humide avec une certaine influence continentale en hiver. Les étés sont chauds et humides, et les hivers sont doux, avec des froids occasionnels. La région reçoit des précipitations abondantes toute l'année et les chutes de neige sont rares. Les tempêtes tropicales et les ouragans ont des répercussions occasionnelles sur Alexandria, mais causent rarement des dégâts graves, à la différence des zones plus proches de la côte. En septembre 2005, l'ouragan Rita a touché Alexandria et les régions avoisinantes, provoquant des pannes d'électricité généralisées et endommageant les toits de certaines structures. L'ouragan le plus récent, Gustav, a provoqué d'importantes inondations, arraché des arbres et des lignes électriques conduisant à des pannes d'électricité et a endommagé des bâtiments. Certains quartiers de basse altitude d'Alexandrie ont été inondés.

## Démographie

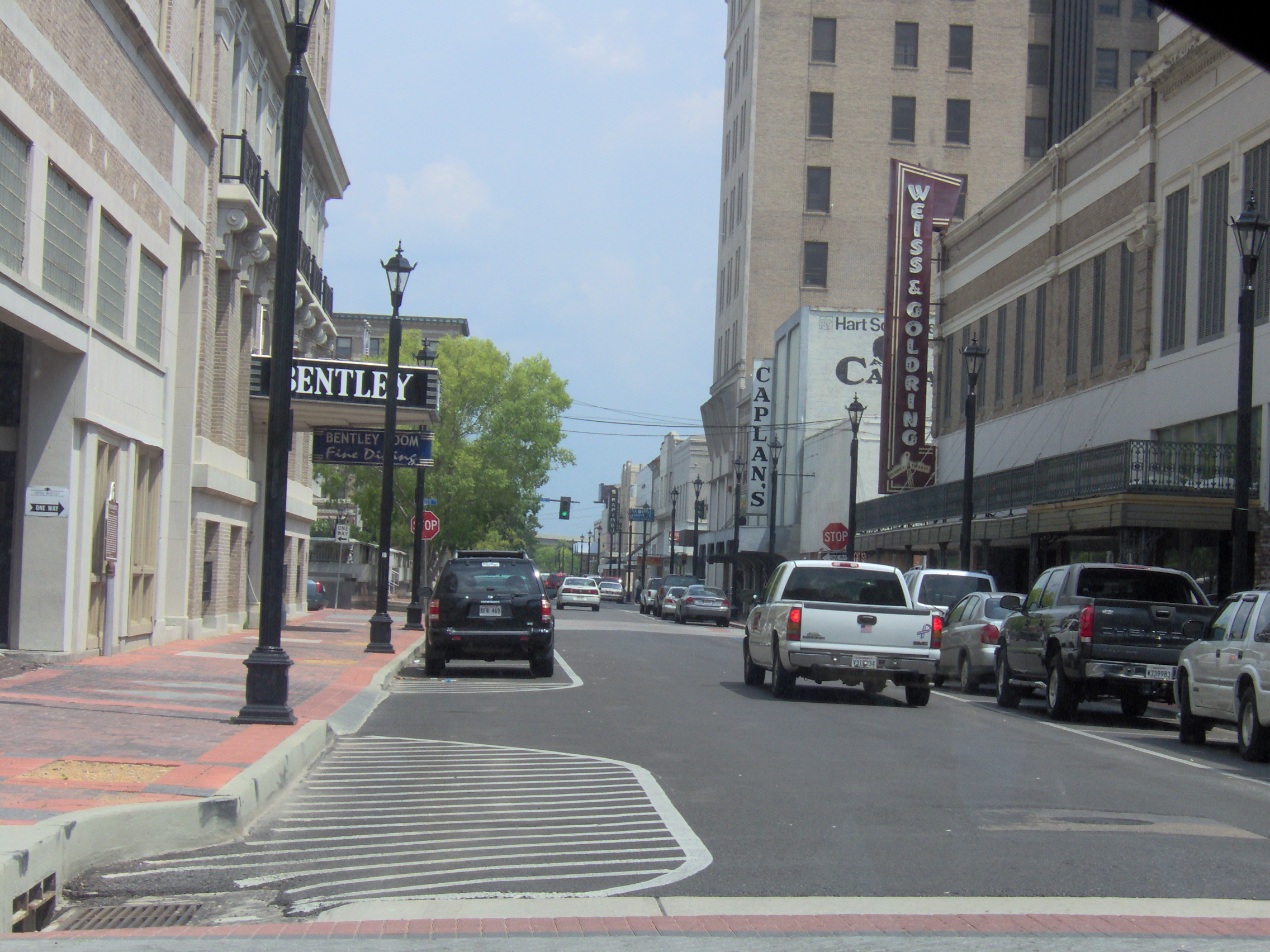
Centre d'Alexandria en 2000.

Selon le recensement de 2000, il y avait 46 342 personnes, dont 17 816 ménages, et 11 722 familles résidant dans la ville. La densité de population était de 677.5 habitants/km ². Il y avait 19 806 logements et une densité moyenne de 289.6 h/km2.
La population de la ville est composée de 54,75 % noirs ou afro-américains, 42,60 % de blancs, de 0,25 % amérindiens, de 1,25 % d'Asiatiques, de 0,04 % des îles du Pacifique, de 0,23 % d'autres races, et de 0,89 % d'Hispanique.

### Religion
Comme beaucoup de villes du Sud, la région d'Alexandria est majoritairement baptiste. Une importante population catholique est également présent. Cela est dû en partie à la grande population catholique française acadienne qui réside à Alexandria. Alexandria est le siège du diocèse d'Alexandria, en Louisiane, qui est dirigé par l'évêque Ronald Herzog.
Alexandrie a également un nombre important de méthodistes, épiscopaliens, les pentecôtistes, ainsi que de nombreux adhérents à d'autres religions protestantes.
Alexandria possède une communauté juive qui remonte au début du XIXe siècle. La communauté juive d'Alexandria compote deux synagogues : Congrégation Gemiluth Chassodim (réformé) et B'nai Israël (conservateur).

### Musées

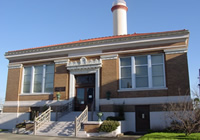
Musée d'histoire de la Louisiane à Alexandria

Le Musée d'Alexandria d'art, Alexandria Museum of Art, a été fondée en 1977 et occupe le bâtiment de Alexandria Museum of Art au bord de la rivière Rouge. Le bâtiment a été construit vers 1898 et enregistré au patrimoine national.
Le Musée d'Histoire de Louisiane est également situé dans le centre-ville. Il présente l'histoire de toute la Louisiane, en mettant l'accent sur la partie centrale de l'État. Les thèmes majeurs de l'exposition se concentrent sur les Amérindiens, la géographie, la politique de la Louisiane, les soins de santé, l'agriculture, et l'impact de la guerre.

### Armée

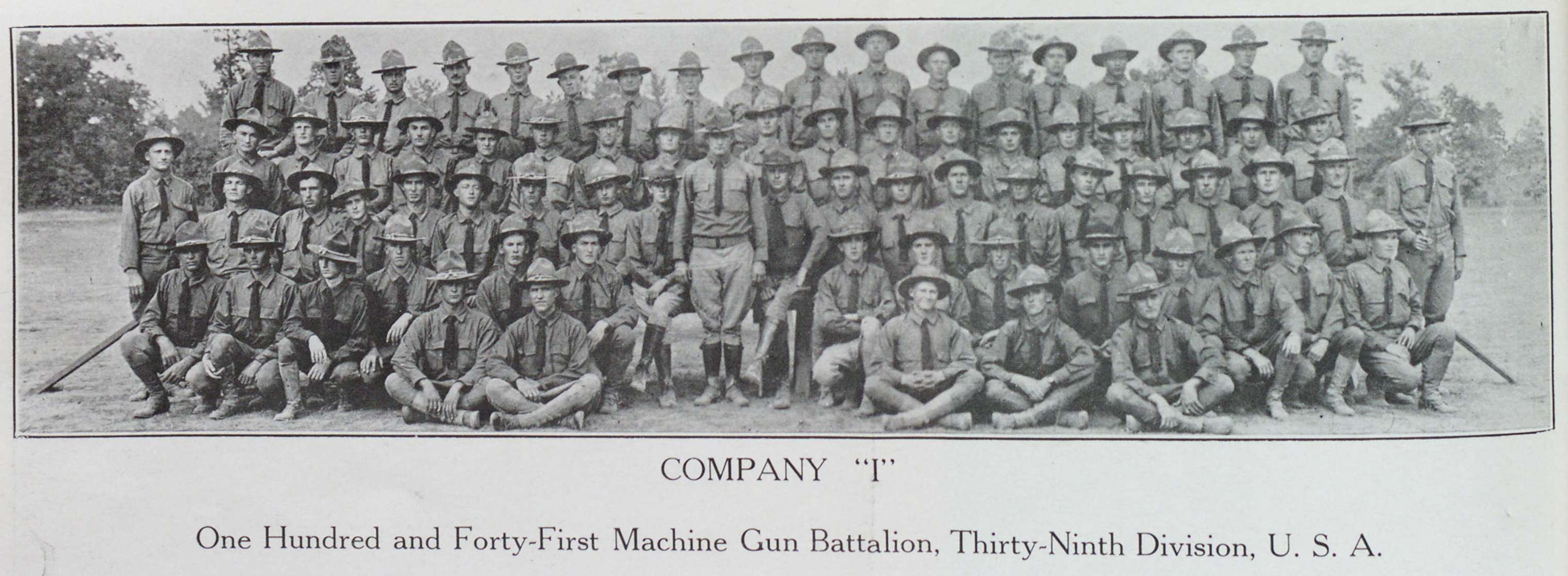
de mitrailleurs en 1917.

À l'ouest de la ville, le camp beauregard, Camp Beauregard Army National Guard, est un camp militaire étalé sur 12 500 hectares et appartient à la Garde nationale de Louisiane. L'utilisation principale est comme un centre de formation des troupes. Le 199e Régiment est responsable de la formation des aspirants-officiers. Le camp Beauregard est utilisé pour former les unités de la Garde Louisiane du génie de combat.
Le Camp Stafford, créé en 1905 par le major général Stafford DT, l'adjudant général de la Louisiane. Camp Stafford servait de camp d'entraînement en 1917, mais il était trop petit et le Camp Beauregard a été construit. Le camp Beauregard a été créé durant la Première Guerre mondiale, il est devenu un camp militaire soumis au ministère de la Guerre le 15 juillet 1917. Le camp possède une cantonnement d'artillerie, de cavalerie, d'infanterie et de services. Le camp possédait aussi un hôpital, et qui, en 1919 est devenu un hôpital américain pour la Santé publique et en 1920 l'Hôpital des anciens combattants des États-Unis. Au cours de la Première Guerre mondiale plus de 5 000 000 $ a été attribué à la construction du camp. En 1919, l'armée a abandonné le camp et a rendu la propriété à l'État de la Louisiane. Mais il est retourné l'armée des États-Unis en 1940 pour être utilisé comme une zone formation. Durant la seconde guerre mondiale, entre le camp Beauregard, le Camp Livingston et le Camp Claiborne, au moins les deux tiers de l'armée américaine se serait perfectionner à la tactiques et à la stratégies. Après la bataille de France et la stratégie de la "Blitzkrieg" pratiquée par le Troisième Reich, l'armée américaine a remplacé les chevaux par des chars afin de rentrer dans l'ère moderne de la guerre. Près des deux tiers de l'armée victorieuse de la Seconde Guerre mondiale sont formés dans ces bois. Après la Seconde Guerre mondiale, le camp Beauregard revient à l'État de Louisiane et est utilisé comme une zone d'entraînement d'été pour la Garde nationale de Louisiane.
Alexandria est le siège de la 199e Bataillon de soutien (BSB). Le 199e bataillon et la 256e brigade d'infanterie ont servi à l'opération en Irak d'octobre 2004 à septembre 2005. Le BSB 199e fournit le soutien de l'approvisionnement et le soutien de la 256e Brigade. Le bataillon possède également des unités situées à Jonesboro, à Winnfield, à Colfax, et à Saint-Martinville, en Louisiane.

## Transports
Alexandria possède un aéroport, l'aéroport international d'Alexandria (code AITA : AEX).